# Michał Arct (1904–1944)
Michał Arct, bút danh St. Monar (6 tháng 2 năm 1904 tại Warsaw – 2 tháng 9 năm 1944 tại Warsaw) là một nhà buôn sách và nhà văn người Ba Lan.

## Tiểu sử
Ông là con trai cả của nhà buôn sách và nhà xuất bản sách Zygmunt Arct và nhà văn Maria Buyno-Arctowa, cháu trai của nhà bán sách Michał Arct và là anh trai của phi công và nhà văn Bohdan Arct.
Từ năm 1928, ông làm việc tại nhà xuất bản gia đình M. Arct. Sau khi cha ông qua đời vào năm 1935, ông đã trở thành thành viên hội đồng quản trị của công ty. Ông đã viết một số cuốn sách dành cho trẻ em. Ông là thành viên của Hiệp hội các nhà xuất bản sách Ba Lan.
Ông qua đời vào ngày 2 tháng 9 năm 1944 do bị bắn trong Khởi nghĩa Warszawa.

## Tác phẩm
- O rycerzu Giewoncie: ballada, 1924
- W drodze do stajenki: obrazek sceniczny w dwóch odsłonach, 1924
- Piękno w książce, 1926
- Jak powstaje książka, 1929
- Wesoły strach: wesołe wiersze, 1929
- Własny tor, 1930
- Gadające źródło, 1932
- Ogród białego smoka, 1932
- Wilcza jama, 1932